# زهوريفكا (كيييفسكا)
زهوريفكا (Згурівка) هي مدينة في مقاطعة كيييفسكا في أوكرانيا.
يبلغ عدد سكانها حوالي 6299 نسمة.

## توأمة
لزهوريفكا (كيييفسكا) اتفاقيات توأمة مع:
- ييغوريفسك [3]